# U. S. Highway 1
United States Highway 1 (U.S. 1, U.S. Route 1 eller bare Route 1) er en af USA's hovedveje. Den løber i fortrinsvis nord-sydlig retning langs USA's østkyst, flere steder helt ude langs Atlanterhavskysten, andre steder noget længere inde i landet. Vejen løber på flere strækninger parallelt med Interstate Highway 95, selv om den visse steder ligger noget længere inde i landet end denne. Den er en del af U.S. Highway System og forbinder de vigtigste byer i de 15 stater, den løber gennem på sin 3.825 km lange vej fra Key West i Florida til Fort Kent i Maine (ved grænsen til Canada). 
Hovedvejene er generelt nummererede så de laveste numre ligger længst mod øst, og her er det vejens hovedforløb, der tænkes på. U.S. 1 er da også den østligste af de væsentlige syd-nord gående hovedveje i USA. Det er ikke den absolut østligste hovedvej, idet dele af U.S. Highway 9, U.S. Highway 13 og U.S. Highway 17 ligger mellem U.S. 1 og Atlanterhavet. 
Da hovedvejssystemet blev etableret i 1926, blev betegnelsen U.S. Highway 1, for en stor dels vedkommende givet til den allerede eksisterende Atlantic Highway, der gik langs grænsen mellem kystsletten og Appalachernes forland.

## Vejbeskrivelse

### Florida
Vejen starter i byen Key West på den sydligste af øerne i Florida Keys. Herfra går den mod nord og passerer en række af Floridas store østkyst byer. De første ca. 200 km, kaldes vejen "Overseas Highway", og store dele af den er anlagt som broer, der forbinder de enkelte øer i Florida Keys. På denne strækning har U.S. 1 to spor, mens den på resten af strækningen gennem Florida har fire spor. Fra Miami til Titusville løber vejen næsten ude ved kysten, derefter svinger den noget længere ind i land. Nord for Jacksonville svinger vejen mod nordvest, og passerer grænsen til Georgia ved Bouloungne. Indtil 1993, blev der på vejen i Florida anvendt røde skilte med hvid tekst, til at identificere vejen, ikke de sædvanlige hovedvejsskilte. 

### Georgia
I Georgia fortsætter vejen mod nord, nu mellem 80 og 100 km fra kysten op til byen Augusta. Mellem Folkstone og Waycross passerer vejen udkanten af Okefenokee sumpen. På hele strækningen gennem Georgia går hovedvejen stort set udelukkende gennem landlige omgivelser.

### South Carolina
Fra vejen passerer grænsen til South Carolina ved Augusta, svinger den igen nordøst på, og forløber nogenlunde parallelt med Interstate Highway 20 til Camden. Her fortsætter U.S. 1 i nordøstlig retning, mens I-20 svinger stik øst. Gennem det meste af South Carolina løber vejen omkring 170 km fra kysten. Grænsen til North Carolina passeres nær byen Wallace. 

### North Carolina
I North Carolina fortsætter vejen i nordøstlig retning gennem staten. Fra byen Southern Pines til statens hovedstad, Raleigh, er U.S.1 motorvej. Fra Raleigh fortsætter vejen som firesporet hovedvej næsten stik nord mod grænsen til Virginia, som passeres nær byen Wise, nogenlunde samme sted, hvor også Interstate Highway 85 krydser grænsen. Fra Henderson til grænsen (ca. 30 km) er vejen kun to-spors. I det meste af North Carolina går vejen omkring 200 km fra kysten.

### Virginia
Gennem hele sit forløb gennem Virginia, går U.S. 1 parallelt med forskellige motorveje. Fra grænsen til hovedstaden Richmond løber den parallelt med I-85 i nordøstlig retning. Fra Richmond følger vejen I-95 i nordlig retning gennem Washingtons forstæder Dale City og Alexandria. Herfra følger den I-395 gennem Arlington. I hele Virginia kaldes vejen Jefferson Davis Highway.

### Washington DC
U.S. 1 krydser Potomacfloden via 14th Street Bridge. Over broen følges den med I-395, men de to veje splitter op kort inde i Washington D.C., og U.S. 1 følger 14th Street og Rhode Island Avenue gennem DC og videre ind i Maryland.

### Maryland
Gennem udkanten af Washington, følger vejen Baltimore-Washington Boulevard, igen parallelt med I-95. På denne strækning er vejen motorvej. Vejen passerer gennem Baltimore, men går uden om downtown. Herefter splitter U.S. 1 og I-95 igen op. I-95 fortsætter mod nordøst, mens Route 1 går længere inde i landet mod grænsen til Pennsylvania, som den passerer i nærheden af byen Rising Sun. Fra Baltimore til Bel Air er byen en firesporet hovedvej, men fra Bel Air til grænsen er der kun to spor. 7-8 km før grænsen passerer hovedvejen Susquehanna River via Conowingo dæmningen. 

### Pennsylvania
Kort efter grænsen til Pennsylvania svinger vejen mod øst, og bliver til motorvej på en strækning af ca. 30 km til Kennett i udkanten af Philadelphia. Denne strækning kaldes John H. Ware III Highway. Ved Media i den nordøstlige udkant af Philadelphia bliver hovedvejen igen motorvej på en ganske kort strækning. På strækningen fra Media til grænsen til Maryland skifter vejen navn adskillige gange, og den løber på en kort strækning sammen med I-76. I udkanten af Philadelphia følger U.S. 1 den 12-sporede Roosevelt Boulevard inden den igen bliver motorvej uden for byen. Vejen krydser Delawarefloden via Trenton-Morrisville Toll Bridge, og er dermed i New Jersey.

### New Jersey
Uden for byen Trenton ophører motorvejen og vejen fortsætter som firesporet hovedvej. Ved Woodbridge fletter vejen sammen med U.S. Highway 9, som den følges med gennem resten af staten. Gennem det meste af staten går vejen gennem New York Citys New Jersey forstæder. Ved Newark lufthavn bliver vejen til en 8-sports motorvejen rundt om downtown Newark. Via Pulaski Skyway føres vejen ind i Jersey City og kort før George Washington Bridge fletter vejen sammen med I-95, som den følger over broen over Hudsonfloden og ind i New York.

### New York
I New York fortsætter hovedvejen sammen med I-95 til Bronx, hvor de to veje igen splitter op. U.S. 1 fortsætter parallelt med I-95 gennem udkanten af New York City til grænsen til Connecticut.

### Connecticut
I Connecticut følger U.S. Highway 1 kysten af Long Island Sound, parallelt med I-95. På nogle strækninger ligger hovedvejen nærmest kysten, på andre er det I-95, men ingen af de to, er på noget tidspunkt mere end 5-6 km fra kysten frem til New London. På denne strækning går vejen nærmest i vest-østlig retning på trods af, at det der en syd-nord hovedvej, og på nogle skilte i staten, er vejens forløb faktisk angivet som vest/øst på trods af at skiltningen burde være syd/nord. Efter New London skilles hovedvejen og interstaten, og U.S. 1 fortsætter langs kysten til Westerley, hvor den passerer grænsen til Rhode Island. 

### Rhode Island
I Rhode Island fortsætter Route 1 langs kysten til Wakefield. Vejen er en firesporet hovedvej på denne strækning. Ved Wakefield bliver vejen til motorvej over en strækning af ca. 3-4 km. Hvor motorvejen hører op drejer vejen nord på, og fortsætter ind i gennem hovedstaden Providence, og videre ind i Massachusetts, som nås omkring Central Falls. 

### Massachussetts
I Massachusetts "bytter vejen plads" med I-95, så det nu er U.S. 1, der går længst inde i landet. Dette fortsætter til Boston, hvor den møder I-93. De to veje fletter sammen og fortsætter som motorvej gennem det centrale Boston. U.S. 1 forlader Boston over Tobin Bridge, og den forløber igen parallelt med I-95 mod grænsen til New Hampshire.

### New Hampshire
Strækningen gennem New Hampshire er ganske kort, kun omkring 20 km. Her følger vejen den historiske Lafayette Road gennem byen Portsmouth. Vejen er på denne strækning tosporet, og dette fortsætter efter at vejen via Memorial Bridge har passeret Piscataqua River, og dermed grænsen til Maine. 

### Maine
Fra grænsen mellem Maine og New Hampshire følger vejen igen, først I-95 og senere I-295 indtil Brunswick. Fra Brunswick er vejen stort set tosporet på resten af sin vej til Fort Kent. Fra Brunswick til Calais ved den canadiske grænse er løber vejen ude ved kysten, og skiltes da også som Coastal Route. Fra Whiting til Calais går vejen nord på, blandt andet langs Cobscook Bay og Passamaquoddy Bay. Fra Calais fortsætter vejen mod nord langs den canadiske grænse til Fort Kent. Her ender vejen ved grænsen, nær byen Edmunston i New Brunswick, Canada.

## Historie
U.S. 1 afløste en tidligere hovedvej, der var etableret allerede i 1911. Denne vej kaldtes også "Quebec-Miami International Highway". I 1915 blev den omdøbt til at hedde Atlantic Highway, og det nordlige slutpunkt blev ændret til Calais i Maine. Mange af de tidligere vejnavne fra den tid, anvendes stadig om dele af U.S 1 fx Boston Post Road mellem Boston og New York. 
Vejen ændrede forløb og nummerering adskillige gange frem til 1926, hvor den blev etableret som U.S. Highway. I Maine "byttede Route 1 fx plads" med Route 2, så Route 2 kom til at gå inde i landet, mens Route 1 gik ude ved kysten. Det var ellers planlagt, at det skulle være omvendt.
I 1960'erne, hvor de nye Interstate Highways blev anlagt, blev store dele af U.S. 1 erstattet af Interstate Highway 95, Også andre interstates har erstattet dele af U.S. 1, men i modsætning til fx Route 66, er den aldrig blevet nedlagt som hovedvej.

## Større byer langs U.S.1
Da vejen går gennem nogle af de tættest befolkede områder i USA, passerer den mange større bymæssige områder, hvor adskillige byer er vokset sammen. I Florida fx Miami, Fort Lauderdale og de mange forstæder til disse. Længere mod nord findes Melbourn og Titusville og disses forstæder og helt mod nord i staten Jacksonville med forstæder.
I Georgia er Augusta den eneste større by, som vejen passerer. I South Carolina passeres Columbia og dennes forstæder og i North Carolina går vejen gennem Raleigh og dennes forstæder. 
I Virginia går vejen gennem Peterburg, Richmond med forstæder og de sydvestlige forstæder til Washington DC så som Dale City, Alexandria og Arlington. Herefter passerer vejen Washington DC, der med sine nordøstlige forstæder i Maryland, er vokset sammen med Baltimore med forstæder. 
I Pennsylvania passeret vejen Philadelphia, og herfra går den gennem New Jersey og New York i et stort set sammenvokset byområde, der blandt andet omfatter Trenton, Princeton, Elizabeth, Newark, Jersey City og New York City bydelen Bronx, og forstæderne Mount Vernon og New Rochelle. I Connecticut går vejen også gennem en tæt sammenvoksning af byer, fx Stamford, Bridgeport og New Haven. Kort før grænsen til Rhode Island passeres også New London.
I Rhode Island passeres Providence med forstæder, inden vejen går ind i Massachusetts, hvor den går gennem Boston med forstæder, blandt andre Norwood og Dedham. I New Hampshire går vejen ikke gennem nogen byer med over 30.000 indbyggere, og den eneste større by, der passeres i Maine er Portland med 
65.000 indbyggere. 